# Makanjuola Bisola
Makanjuola Bisola - es una deportista nigeriana que compite en lucha libre. Ganó una medalla de plata en el Campeonato Africano de Lucha de 2014.

## Palmarés internacional
| Campeonato Africano | Campeonato Africano | Campeonato Africano | Campeonato Africano |
| Año                 | Lugar               | Medalla             | Categoría           |
| ------------------- | ------------------- | ------------------- | ------------------- |
| 2014                | Túnez (Túnez)       | Medalla de plata    | 55 kg               |